# Mihály Balla
Dans le nom hongrois Balla Mihály, le nom de famille précède le prénom, mais cet article utilise l’ordre habituel en français Mihály Balla, où le prénom précède le nom.
 (novembre 2017).
Si vous disposez d'ouvrages ou d'articles de référence ou si vous connaissez des sites web de qualité traitant du thème abordé ici, merci de compléter l'article en donnant les références utiles à sa vérifiabilité et en les liant à la section « Notes et références ».
Mihály Balla, né le 21 mai 1965 à Nyíregyháza, est une personnalité politique hongroise, député à l'Assemblée hongroise, membre du groupe Fidesz-KDNP.